# Station Dyce
Station Dyce is een treinstation in het Schotse Dyce, aan de spoorlijn tussen Aberdeen en Inverness.
Dyce ligt ongeveer negen kilometer van Aberdeen. Aberdeen Airport met helikopterhaven bevindt zich in Dyce en is vanaf het treinstation met de 80 Dyce Airlink bereikbaar.
Het station werd geopend op 20 september 1854. Op 2 oktober 1965 werd het in het kader van de Beeching Axe gesloten, maar in 1984 heropend om het vliegveld te kunnen bedienen.